# Lista de representantes permanentes do Reino Unido nas Nações Unidas
Esta é uma lista de representantes permanentes do Reino Unido, ou outros chefes de missão, junto da Organização das Nações Unidas em Nova Iorque.
O Reino Unido foi um dos Estados fundadores das Nações Unidas e é membro desde 24 de outubro de 1945.
| Início | Término | Representante permanente (Chefe de missão) | Cargo                    | Credenciais |
| ------ | ------- | ------------------------------------------ | ------------------------ | ----------- |
| 1946   | 1950    | Alexander Cadogan                          | Representante permanente |             |
| 1950   | 1954    | Gladwyn Jebb                               | Representante permanente |             |
| 1954   | 1960    | Pierson Dixon                              | Representante permanente |             |
| 1960   | 1964    | Patrick Dean                               | Representante permanente |             |
| 1964   | 1970    | Hugh Foot                                  | Representante permanente |             |
| 1970   | 1973    | Colin Crowe                                | Representante permanente |             |
| 1973   | 1974    | Donald Maitland                            | Representante permanente |             |
| 1974   | 1979    | Ivor Richard                               | Representante permanente |             |
| 1979   | 1982    | Anthony Parsons                            | Representante permanente |             |
| 1982   | 1987    | John Thomson                               | Representante permanente |             |
| 1987   | 1990    | Crispin Tickell                            | Representante permanente |             |
| 1990   | 1995    | David Hannay                               | Representante permanente |             |
| 1995   | 1998    | John Weston                                | Representante permanente |             |
| 1998   | 2003    | Jeremy Greenstock                          | Representante permanente | 1998-07-27  |
| 2003   | 2007    | Emyr Jones Parry                           | Representante permanente | 2003-07-28  |
| 2007   | 2009    | John Sawers                                | Representante permanente | 2007-08-28  |
| 2009   | 2015    | Mark Lyall Grant                           | Representante permanente | 2009-11-09  |
| 2015   | atual   | Matthew Rycroft                            | Representante permanente | 2015-04-27  |